# Radomir Mihailović
Radomir Mihailović, cirill betűkkel: Радомир Михаиловић, művésznevén: Točak, Точак (Čačak, 1950. június 13.) szerb gitáros, a Smak együttes tagja.

## Pályafutása
Kilencévesen kezdett el gitározni. Az 1960-as években a Dečaci sa Morave együttesben játszott, majd 1970-ben belgiumi klubokban zenélt. Ezután visszatért Jugoszláviába, ahol a Smak együttest megalapította. Szólókarriert is befutott, több kislemeze jelent meg, valamint Laza Ristovskival közösen vették fel az R.M. Točak c. albumát. Az 1993-ban bemutatott Vizantijsko plavo c. film zenéjét is ő szerezte. Belgrádban saját gitáriskolát vezet, színdarabokhoz és filmekhez komponál zenét.

## Diszkográfia

### Szólóban

#### Stúdióalbumok
- R.M. Točak (ZKP RTLJ, 1976)
- Vizantijsko plavo (Vans, 1993)

#### Koncertalbumok
- RMTocak trio Live in Skopje `84
- RMTocak trio Live in Zagreb `87
- TEK Live in Nish 1994

#### Kislemezek
- "Mantilija" / "Specijalka" (Jugodisk, 1980)
- "Marš..." / "...na Drinu" (PGP RTB, 1984)

## Fordítás
- Ez a szócikk részben vagy egészben  a   Radomir Mihajlović című német Wikipédia-szócikk fordításán alapul.  Az eredeti cikk szerkesztőit annak laptörténete sorolja fel. Ez a jelzés csupán a megfogalmazás eredetét és a szerzői jogokat jelzi, nem szolgál a cikkben szereplő információk forrásmegjelöléseként.